# Лин Чжи
Лин Чжи (кит. упр. 凌智, пиньинь Líng Zhì; род. 6 апреля 1994, Харбин) — китайский кёрлингист.
В составе смешанной парной сборной Китая участник Зимних Олимпийских игр 2022 (заняли девятое место).

## Достижения
- Тихоокеанско-азиатский чемпионат по кёрлингу среди юниоров: золото (2013, 2014).

## Команды
| Сезон                                               | Четвёртый                             | Третий                                | Второй       | Первый          | Запасной     | Тренер          | Турниры                         |
| --------------------------------------------------- | ------------------------------------- | ------------------------------------- | ------------ | --------------- | ------------ | --------------- | ------------------------------- |
| 2012—13                                             | Цзоу Цян                              | Шао Чжилинь                           | Zhang Tianyu | Liang Shuming   | Лин Чжи      | Ma Yongjun      | ТАЧЮ 2013                       |
| 2013—14                                             | Ван Цзиньбо (ТАЧЮ). Шао Чжилинь (ЧМЮ) | Шао Чжилинь (ТАЧЮ). Ван Цзиньбо (ЧМЮ) | Лин Чжи      | Liang Shuming   | Zhang Tianyu | Чжан Чжипэн     | ТАЧЮ 2014 · ЧМЮ 2014 (10 место) |
| 2018—19                                             | Ма Сююэ                               | Лин Чжи                               | Cheng Kuo    | Wang Jingyuan   |              | Даниэль Рафаэль | КМ 2018/19 (3 этап) (8 место)   |
| Кёрлинг среди смешанных команд (mixed curling)      |                                       |                                       |              |                 |              |                 |                                 |
| 2017—18                                             | Лю Сыцзя                              | Лин Чжи                               | Хань Юй      | Wang Weihaoping |              | Xu Lingli       | ЧМСК 2017 (9 место)             |
| Кёрлинг среди смешанных пар (mixed doubles curling) |                                       |                                       |              |                 |              |                 |                                 |
| 2019—20                                             | Ян Ин                                 | Лин Чжи                               |              |                 |              | Томи Рантамяки  | ЧМСП 2020 (квал. 2019)          |
| 2020—21                                             | Ян Ин                                 | Лин Чжи                               |              |                 |              | Томи Рантамяки  | ЧМСП 2021 (9 место)             |
| 2021—22                                             | Фань Суюань                           | Лин Чжи                               |              |                 |              | Томи Рантамяки  | ЗОИ 2022 (9 место)              |

(скипы выделены полужирным шрифтом)